# 大衛杜夫

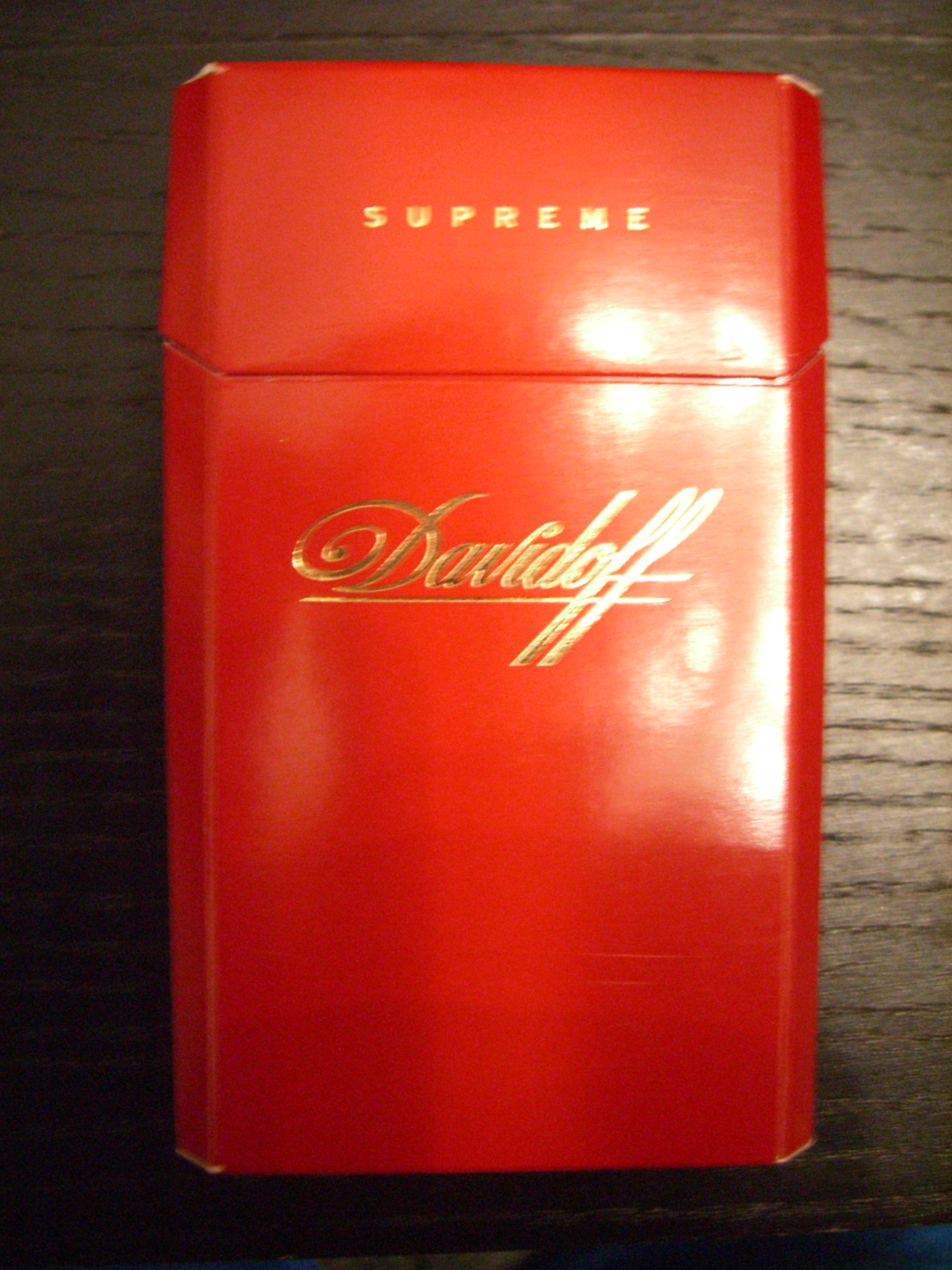
「大衛杜夫」高級香煙

大衛杜夫（Davidoff）是瑞士的產品品牌之一，以高級煙草產品見稱，包括雪茄、香煙、干邑、煙斗煙草。
創立人仙奴·大衛杜夫（Zino Davidoff）於1906年在沙俄基輔出生，該地現為烏克蘭的首都。父親亨利（Henri Davidoff）為猶太裔煙草商人，1911年由於俄羅斯社會充斥著反猶太主義，仙奴便與家人遷往瑞士日內瓦，翌年於當地開設煙草店。1924年仙奴完成中學課程後，便到拉丁美洲學習煙草貿易，包括阿根廷、巴西及古巴，當中仙奴在古巴的廠房內首度接觸當地的雪茄。
1930年仙奴回到瑞士，接管父母的煙草店業務，該店的生意額於二戰期間及過後快速增長，由於瑞士在二戰期間宣佈中立，因此成為不少人的避難所，包括富有煙民。此外他也發明了供古巴雪茄用的保濕器，及編著多本關於古巴雪茄的書籍。
在古巴革命後的1967年，大衛杜夫與當地的國有品牌Cubatabaco接洽，商討有關個人雪茄品牌的事宜。這些雪茄於新設立的El Laguito廠房卷裝，至1969年首批大衛杜夫雪茄出產。
由於品質及商標權的問題，大衛杜夫位於的古巴生產線於1991年停產，並改用多明尼加的生產線。
1994年，創立人仙奴逝世，終年87歲。

## 相關網站
- 大衛杜夫官網